# Pod Lasem (Łomno)
Pod Lasem – część wsi Łomno w Polsce, położona w województwie świętokrzyskim, w powiecie starachowickim, w gminie Pawłów.
W latach 1975–1998 Pod Lasem administracyjnie należało do województwa kieleckiego.